# Bertoli & Bertoli - Studio ...Live
Bertoli & Bertoli - Studio ...Live è un album live di Pierangelo Bertoli pubblicato nel 1986.

## Descrizione
L'album, nell'edizione originale su LP, è composto da due dischi, ambedue con dieci canzoni. Il primo è una raccolta "studio" e presenta una versione inedita di Favola, precedentemente incisa da Ornella Vanoni con la partecipazione di Bertoli. Il secondo disco contiene invece versioni live di vecchi successi. Le registrazioni dei brani dal vivo sono state effettuate durante la tournée estiva del 1985. La riedizione su CD, contenuta in un solo supporto, contiene solo 16 dei 20 pezzi originali.

## Tracce

### Versione LP

#### Disco 1
1. La fatica - 4:49
2. Maddalena - 5:05
3. Leggenda antica - 3:34
4. Maria Teresa - 4:20
5. Favola - 3:05
6. Cent'anni di meno - 3:47
7. Voglia di libertà - 3:40
8. Pescatore - 4:06
9. I miei pensieri sono tutti lì - 4:40
10. Certi momenti - 4:37

#### Disco 2
1. Così - 5:15
2. Per dirti t'amo - 3:25
3. La luna sotto casa - 3:45
4. Sera di Gallipoli - 4:47
5. Scoppiò un sorriso - 4:45
6. Caccia alla volpe - 4:32
7. C'era un tempo - 4:22
8. Eppure soffia - 2:45
9. Varsavia - 4:45
10. A muso duro - 5:06

### Versione CD
1. Cent'anni di meno - 3:46
2. I miei pensieri sono tutti lì - 4:22
3. Maria Teresa - 4:21
4. Favola - 3:06
5. Pescatore - 4:06
6. Voglia di libertà - 3:40
7. Certi momenti - 4:36
8. Così - 5:16
9. Per dirti t'amo - 3:25
10. La luna sotto casa - 3:44
11. Sera di Gallipoli - 4:48
12. Caccia alla volpe - 4:33
13. C'era un tempo - 4:24
14. Eppure soffia - 2:47
15. Varsavia - 4:48
16. A muso duro - 5:14

## Musicisti
- Pierangelo Bertoli - voce
- Manlio Cangeli - tastiera, violino
- Marco Dieci - chitarra acustica, pianoforte, tastiera, armonica, cori
- Gabriele Monti - chitarra elettrica, chitarra acustica, cori
- Mauro Gherardi - batteria
- Glauco Borrelli - basso, cori